# Aleksander Prystor
Aleksander Błażej Prystor (2. ledna 1874 Vilnius – 1941 Moskva) byl polský politik a voják. Někdy je označován za třetího nejmocnějšího muže Piłsudského sanačního režimu. Od 27. května 1931 do 9. května 1933 byl polským premiérem. Byl též ministrem války, ministrem práce a ministrem obchodu a průmyslu. V letech 1935–1938 byl předsedou polského senátu. Jako mnoho dalších osobností polské druhé republiky a sanace byl svobodným zednářem. Zemřel v ruském vězení.

## Život
Narodil se na území dnešní Litvy (tehdy Ruského impéria), v rodině železničáře. Vystudoval matematiku a fyziku na Carské moskevské univerzitě. Po absolutoriu v roce 1900 se rozhodl studovat ještě medicínu na univerzitě v Tartu, ale studia nedokončil a v létě 1902 se vrátil do Vilniusu, kde přijal práci v bance. Mezi listopadem 1903 a zářím 1904 sloužil v 16. ženijním praporu Ruské imperiální armády. Někdy na počátku 20. století se připojil k Polské socialistické straně a stal se blízkým spolupracovníkem Józefa Piłsudského. V září 1903 opustil Vilnius a odjel do Švýcarska, aby tam společně s Pilsudskim a dalšími aktivisty absolvoval vojenský výcvik, aby mohli zahájit ozbrojený odboj proti Rusům. V roce 1904 Prystor spolu s Jozefem Kwiatkem, Walery Sławkem a Boleslawem Jedrzejowskim zorganizovali veřejné protesty proti násilnému odvodu etnických Poláků do ruské armády, pro boj v rusko-japonské válce. Sestrojil též bomby, které poškodily pomník ruského cara Alexandra III. Na začátku roku 1905 se Prystor stal jedním z vůdců odbojové organizace Polské socialistické strany. Pod pseudonymem Katajama organizoval skupiny aktivistů ve Varšavě a v březnu téhož roku provedl atentát na ruského policistu Karla Nolkena. Později se účastnil řady bankovních loupeží, sabotáží i teroristických útoků na vojáky a policisty. Po rozkolu ve straně vstoupil do Polské socialistické strany – Revoluční frakce a v roce 1906 odešel z Kongresového Polska do Krakova, který se tehdy nacházel v Rakousko-Uhersku. 26. září 1908 byl Prystor jedním z účastníků legendární vlakové loupeže v Bezdanech. Zároveň se aktivně zapojoval do činnosti Svazu aktivního boje (Związek Walki Czynnej). 28. března 1912 byl ve Varšavě zatčen ruskou tajnou službou Ochrankou. Po dvou letech věznění ve varšavské Citadele byl v roce 1914 odsouzen k 7 letům vyhnanství a poslán do vězení v Orjolu. Propuštěn byl po únorové revoluci, 17. března 1917. Pak pokračoval v práci pro Polskou socialistickou stranu. Po dobytí Minsku německou císařskou armádou (květen 1918) odjel do Varšavy, aby se připojil k Polské vojenské organizaci. Spolu s dalšími aktivisty připravoval atentát na generála Hanse Hartwiga von Beselera, ale útok byl zrušen. 10. listopadu 1918 byl Prystor mezi úředníky, kteří přivítali Józefa Piłsudského na varšavském Hlavním nádraží. Prystor byl též kmotrem Pilsudského první dcery Wandy, narozené 7. února 1918.
Od roku 1918 do roku 1919 pracoval na ministerstvu práce a sociální politiky. V dubnu 1919 byl pobočníkem generála Lucjana Zeligowského a účastnil se útoku na Vilnius. V červnu 1920 se dobrovolně přihlásil do armády, aby bojoval v polsko-sovětské válce. V červenci byl jmenován velitelem roty 201. pěšího pluku dobrovolnické divize, kterému velel Adam Koc. Prystor se během bojů vyznamenal. Před bitvou u Varšavy byl Piłsudským odvolán z fronty a stal se jeho osobním asistentem. Prystor zůstal v polské armádě až do roku 1925. Po povýšení na majora byl přeložen do čela místní kanceláře Wojskowa Komenda Uzupelnien (armádní náborový úřad) ve Vilniusu a spolu se svou rodinou se usadil ve vesnici Borki kousek za městem. I když zůstal blízkým spolupracovníkem Pilsudského, nezúčastnil se jeho květnového převratu v roce 1926. Zůstal ve Vilniusu, stejně jako Edward Śmigły-Rydz. Po převratu byl Prystor Pilsudským přesunut do úřadu ministra vojenských záležitostí a následující tři roky stál Pilsudskému po boku, účastnil se všech schůzí a vojenských rad, včetně těch označených jako přísně tajné. Prystor byl jedním z mála mužů v Polsku s přímým přístupem k Pilsudskému, v kteroukoli denní i noční dobu. Žil i ve stejné rezidenci jako on, v Belwederu.
Dne 30. dubna 1927 byl povýšen na podplukovníka a začal pracovat na Hlavním úřadě generálního inspektora branné moci, kde byl odpovědný za odstranění těch důstojníků, kteří se postavili proti sanačnímu režimu. 26. dubna 1929 byl jmenován ministrem práce a sociálních věcí ve vládě Kazimierze Bartla. Ve funkci ho zastihla velká hospodářská krize. Podařilo se mu zvýšit dávky v nezaměstnanosti a zorganizovat program veřejných prací. Opět se stal ministrem práce a sociálních věcí v páté vládě Kazimierze Bartla. Na tomto postu zůstal i ve vládách Walery Sławka a Józefa Piłsudského. V roce 1931 byl zvolen do Sejmu jako člen provládního Nestranického bloku pro spolupráci s vládou. Zůstal v polském parlamentu až do roku 1935. V prosinci 1930 byl jmenován ministrem obchodu a průmyslu. 27. května 1931 se stal předsedou vlády Polska. Byl považován za slabšího premiéra, který se vyhýbal reformám. Jeho politika vedla k poklesu investic a prohloubení recese. Ve své funkci zůstal až do května 1933, kdy si Józef Piłsudski vyžádal jeho odvolání. Důvodem byl s největší pravděpodobností osobní konflikt mezi Prystorovou manželkou Janinou a Pilsudského manželkou Aleksandrou.
V roce 1934 se Prystor vydal na soukromou cestu do Litvy, během které hovořil s hlavními litevskými politiky, včetně prezidente Antanase Smetony. Jednání však byla neúspěšná. Po smrti Pilsudského v květnu 1935 byl spojen se skupinou Waleryho Sławka, která počala být zatlačována do ústraní. V roce 1935 se stal senátorem. 4. října 1935 byl zvolen předsedou polského Senátu a v této funkci setrval až do 27. listopadu 1938, kdy prezident Ignacy Mościcki polský parlament rozpustil. Po parlamentních volbách v roce 1938 byl znovu zvolen do Senátu. 9. března 1939 pronesl projev, v němž tvrdě kritizoval politiku vlády a Tábora národní jednoty. Mimo jiné tvrdil, že parlament, zvolený v nedemokratickém hlasování, nemá žádné morální právo volit nového prezidenta v roce 1940.
Po německé invazi do Polska v roce 1939 Prystor uprchl do neutrální Litvy, kde v Kaunasu pomáhal polským uprchlíkům. Po okupaci pobaltských států Sovětským svazem byl zatčen tajnou službou NKVD. Stalo se tak někdy v červnu 1940. Navzdory svému věku 66 let byl převezen do nechvalně proslulé věznice v sídle tajné služby Lubjanka. V červenci 1940 byl odsouzen k trestu smrti a v červenci 1941 mu byl trest změněn na 10 let vězení. Brzy poté onemocněl úplavicí a zemřel v nemocnici ve věznici Butyrka. Přesné datum jeho smrti není známo. Podle bývalého polského premiéra Leona Kozłowského, který byl rovněž držen v Lubjance, Prystor s největší pravděpodobností zemřel v srpnu 1941. Polský historik Władysław Pobóg-Malinowski tvrdí, že smrt nastala v říjnu 1941.